# La Guyonnière
La Guyonnière foi uma comuna francesa na região administrativa da Pays de la Loire, no departamento de Vendéia. Estendia-se por uma área de 22,84 km². Em 2010 a comuna tinha 2 706 habitantes (densidade: 118,5 hab./km²).
Em 1 de janeiro de 2019, passou a formar parte da nova comuna de Montaigu-Vendée.